# Menhir del Mas Roqué

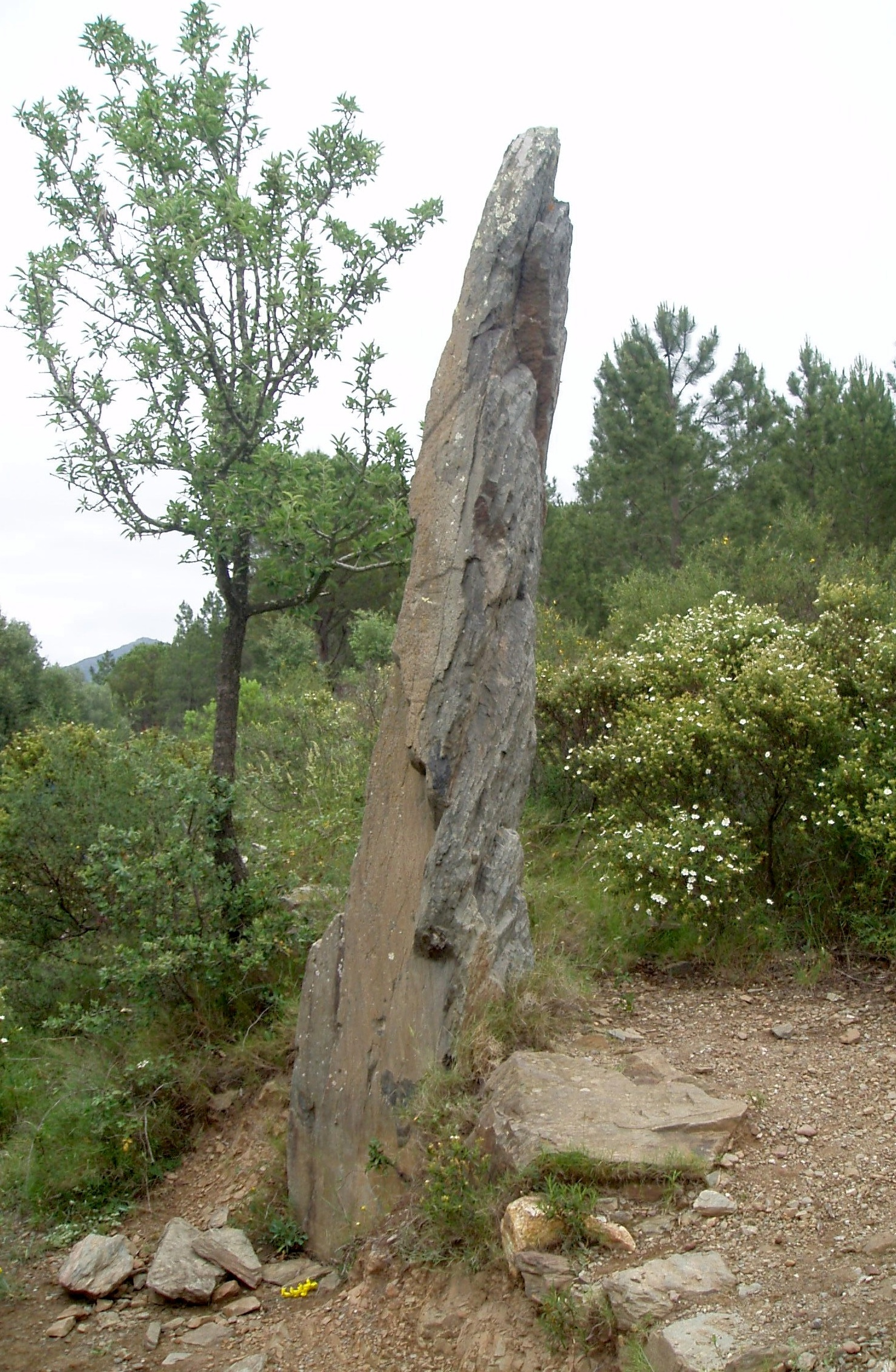
Menhir del Mas Roqué

Der Menhir del Mas Roqué (auch de Mas Roqué oder Pedra dreta genannt) ist ein Menhir, der um 3000 v. Chr. in Rabós in der Comarca Alt Empordà in Katalonien in Spanien aufgerichtet wurde. Er befindet sich neben der Straße, die am Westhang des Puig de les Guilles vom Dorf Rabós nach Nordosten zum Kloster Sant Quirze de Colera führt.

## Beschreibung
Der phallische Menhir aus Schiefer hat im oberen Teil eine Vertiefung und eine kleine runde Spitze. Sie ist das Ergebnis eines zwischen dem 16. und 18. Jahrhundert auf dem Stein befestigten, heute fehlenden Eisenkreuzes. Es war mit der Absicht aufgesetzt worden, das heidnische Denkmal zu „christianisieren“.
Der Menhir aus Schiefer ist 3,6 Meter hoch, hat eine Breite von 0,75 Metern und wiegt etwa 2660 Kilogramm.
Er ist bereits seit 1615 als „Pedra Fita“ oder „Pedra Dreta“ dokumentiert.
- Manuel Cazurro i Ruiz (1865–1935) erwähnt ihn 1912 und schreibt fälschlicherweise, er sei aus Granit.
- Isidre Macau i Teixidor (1862–1946) veröffentlichte 1934 eine Zeichnung und nannte ihn „Pedra Dreta del Mas Roqué“.
- Joan Amades (1890–1959) veröffentlichte im Jahre 1941 die Legende des Menhirs. Sie besagt, dass der unterirdische Teil so groß sei, dass er die Vorstädte erreiche, um ans in beträchtlicher Entfernung liegende Meer zu gelangen. Aus diesem Grund glaubten die Anwohner, dass man durch das Anlegen des Ohres an den Stein das Geräusch der Wellen höre. Es wurde auch gesagt, dass der Stein wegen seines Kontakts mit dem Meer oft nass sei.